# 高野砂丘
高野砂丘（たかのさきゅう）は、主に埼玉県北葛飾郡杉戸町高野地区に所在する河畔砂丘。埼玉県指定天然記念物に指定されている。中川低地の河畔砂丘群の1つである。

## 概要
高野砂丘は河畔砂丘（内陸砂丘）に区分される砂丘群である。砂丘は旧利根川（現：大落古利根川）の旧河道東岸沿いに幸手市大字上高野から北葛飾郡杉戸町大字下野・大字下高野にかけ、かつての蛇行の袂状部の内側に発達している。
この砂丘は全体としておおよそ南北方向から南に向かうに従い南東方向へと弧を描くように発達し、微高地は主なものは2条あり、1つは長さ約2800 m・幅約85 m・高さ約14.4 m（最高点：下高野一里塚北側、永福寺では13.3 m）、もう1つは長さ約350 m・幅約50 mのものとが所在している。砂丘の東側に所在している後背湿地の低地との比高は、前者の最高点との比高が約7.2 m、後者は約2 mである。
高野砂丘は中世の時期以降に形成期に入ったものと推定されている。これは大字下高野の砂丘の下に自然堤防や中世の土器が含まれた土で建造された2列の古堤防（築堤時期：1253年（建長5年））が埋没しており、砂丘上に所在している永福寺が1579年（天正7年）に建立されていることによる。
中世には奥州への道がこの自然堤防・砂丘を通っていた（後の日光御成街道）。
現在これは埼玉県道65号さいたま幸手線であり、東側を南側用水路が流下している。大字下野の砂丘上には八幡神社が所在しており、神社の西側（裏側）は「下野の森」となっている。

## 周辺
- 日光御成街道（埼玉県道65号さいたま幸手線）
- 千石用水路
- 南側用水路
- 葛西用水路
- 大落古利根川
- 久喜市立太東中学校
- 昌平中学・高等学校
- 八幡神社（下野の森）
- 宮代町総合運動公園
- 杉戸町立高野台小学校
- 杉戸西近隣公園
- 木々子神社
- 永福寺